# 寺尾宇多子
寺尾 宇多子（てらお うたこ）は、久邇宮朝彦親王の女房。織田純子、東久邇宮稔彦王の生母。盛厚王の祖母。京都郊外園部町（現南丹市）の士族の女性。
なお、東久邇盛厚の後妻である東久邇佳子（旧姓・寺尾）は、宇多子の従姪（いとこの子）にあたる。